# Misumenops desidiosus
Misumenops desidiosus är en spindelart som först beskrevs av Charles Athanase Walckenaer 1837.  Misumenops desidiosus ingår i släktet Misumenops och familjen krabbspindlar. Inga underarter finns listade i Catalogue of Life.